# 金峰乡 (淳安县)
金峰乡是中国浙江省杭州市淳安县下辖的一个乡。位于淳安县中部，与千岛湖濒临，面积150平方千米。金峰乡下辖23个村，2005年人口6084人。

## 行政区划
金峰乡现辖：
山后村、安上村、朱家村、蒋岭上村、殿峰村、金源村、景山村、金峰村、锦溪村、百照村和五龙村。